# Ford Taurus
El Ford Taurus és un cotxe de tracció davantera classificat com a mid-size. Fabricat per Ford Motor Company, fou presentat al desembre del 1985 com un model del 1986, substituint al Ford LTD.
La producció del Taurus cessa el 27 d'octubre del 2006, essent el model 2007 l'últim. L'any 2008 s'ha presentat la nova generació del Taurus, basada amb el Ford Five Hundred.

## Primera generació (1986-1991)

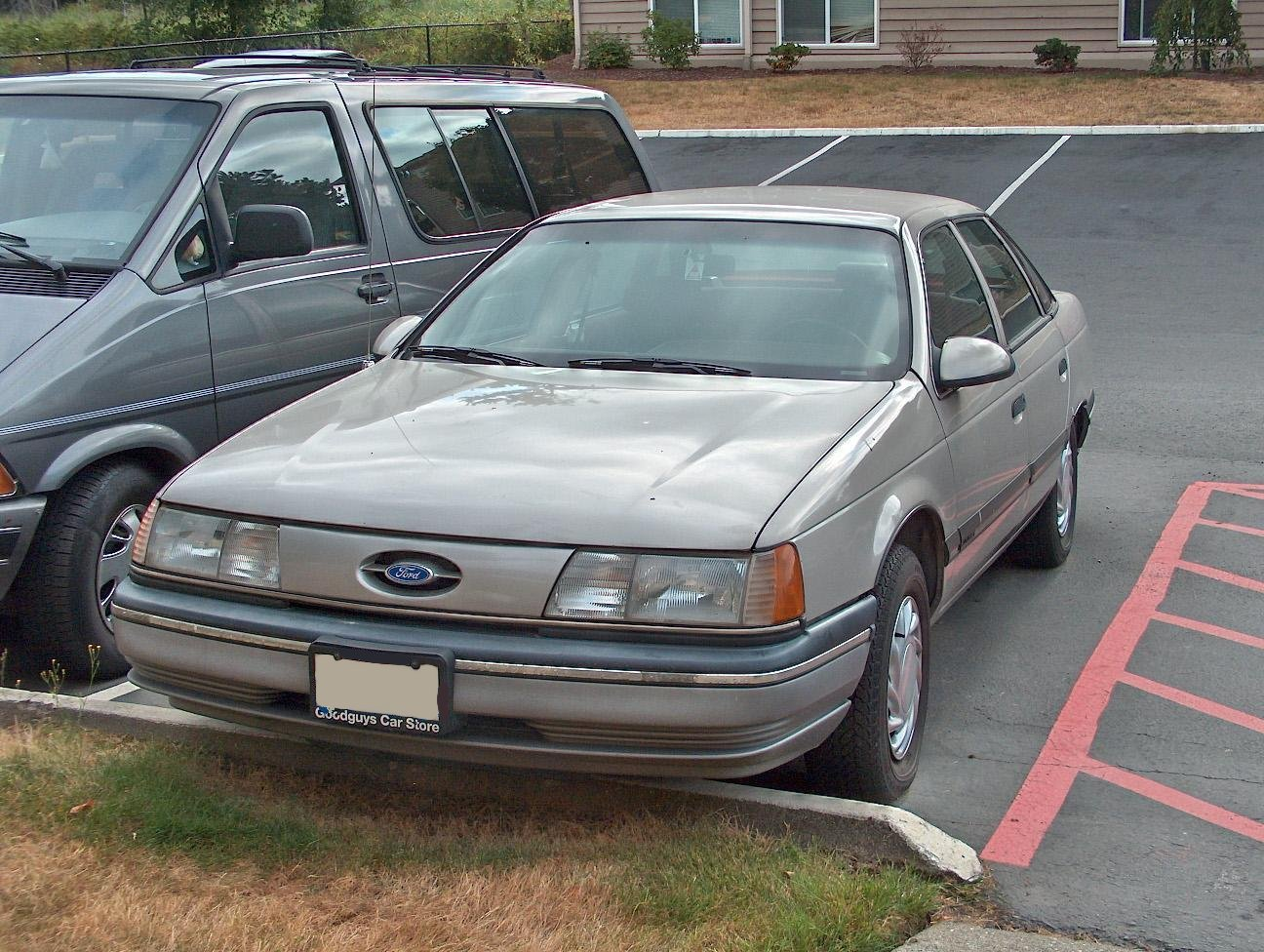
Ford Taurus de primera generació

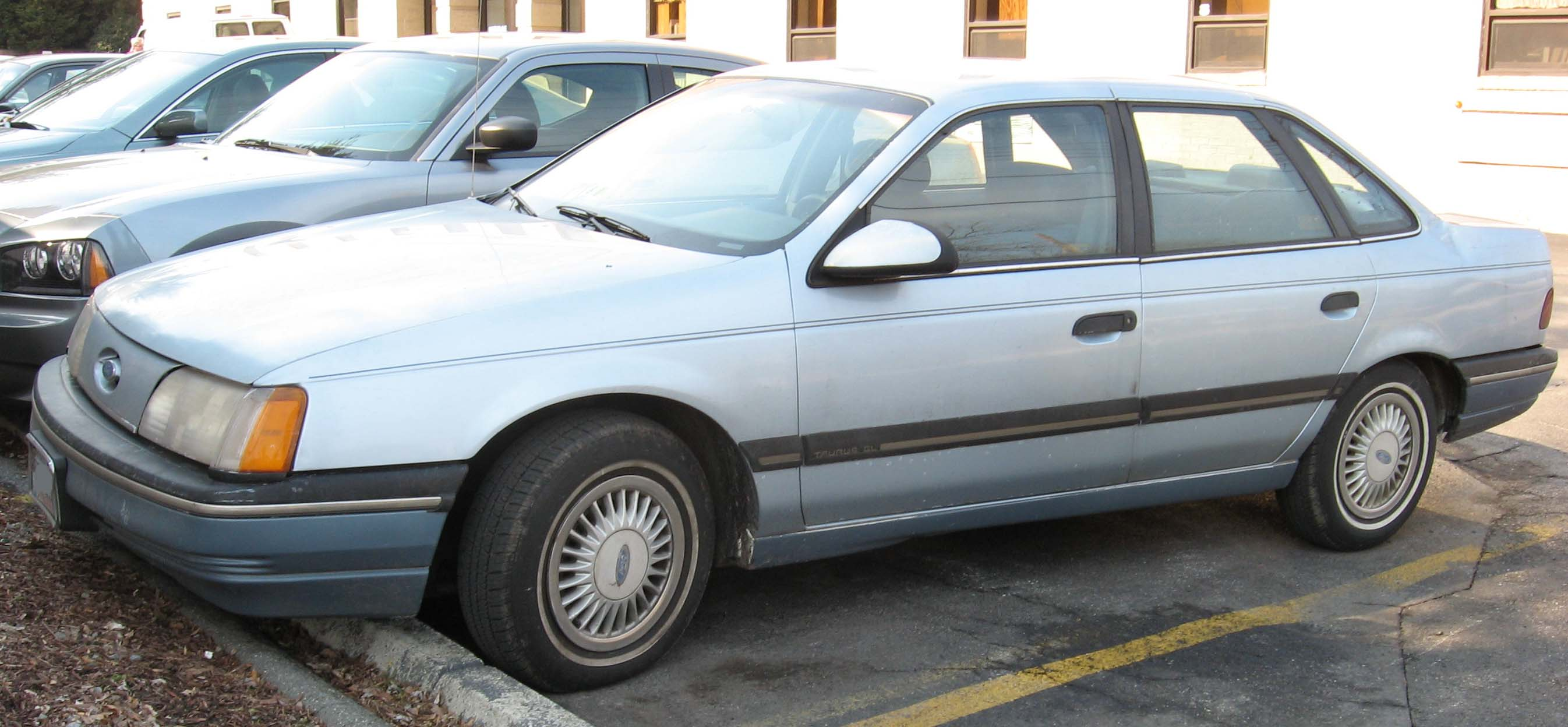
Ford Taurus del 1986-1988

En els seus inicis fou un model d'èxit al seu segment. La filosofia de disseny europeu que als EUA la representava l'Audi 5000 plasmada en aquest Taurus va representar un canvi radical en la seva època en comparació als seus competidors, com el Chevrolet Celebrity o el Dodge Diplomat. El disseny del tauler de control que era una mescla del millor d'Europa i Japó (l'anomenaren "jelly bean") contrastava molt amb el disseny que presentaven els vehicles del seu segment. Exteriorment el cotxe tenia un coeficient aerodinàmic baix i de línies suaus, va representar el final del disseny "boxy" dels cotxes dels anys 70 i 80.
Mecànicament s'estrena amb un motor 2.5L HSC de 4 cilindres en línia de 90 cv i un 3.0L Vulcan V6 de 140 cv, caixa manual per al primer de 5 velocitats amb opció d'una automàtica ATX de 3 velocitats, i automàtica AXOD de 4 velocitats pel segon. De preus, el 2.5L manual sortia per $10.500 dòlars.
El 1988 s'afegeix el motor 3.8L Essex V6 amb 140 cv i 291 N·m molt apropiat per la versió familiar, encara que va presentar alguns problemes de fiabilitat.
El 1990 rep un nou disseny de volant amb airbag, de palanca de canvis i de tauler de control. El 2.5L HSC de 90cv rep el sistema d'injecció electrònica seqüencial (SFI) i passa a rendir 105 cv. La resta de mecàniques segueixen igual.
Mides del Taurus
Batalla (Wheelbase): 2,692 m
Llargada (Length): 4,785 m
Amplada (Width): 1,798 m
Alçada (Height): 1,374 m
Pes (Curb weight): 1383 kg.
Primers SHO

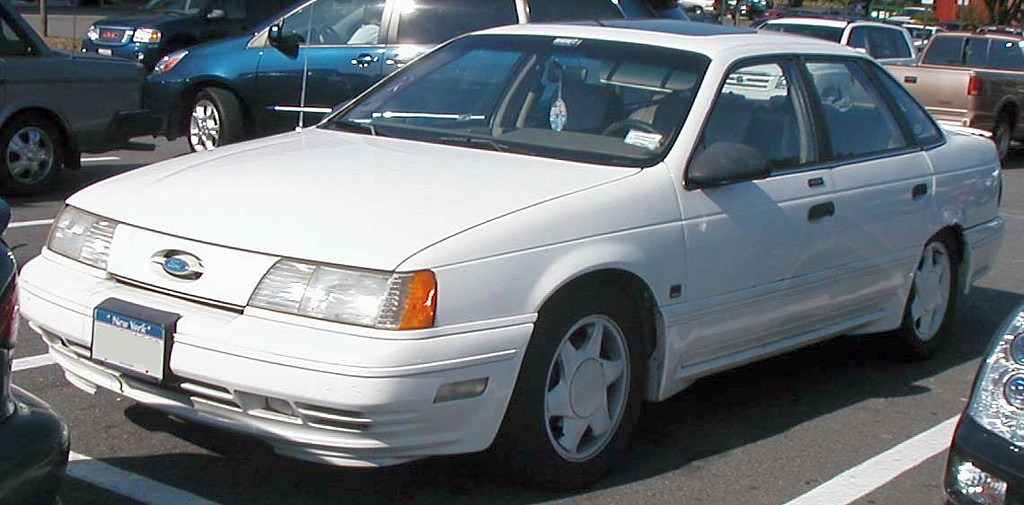
Ford Taurus SHO

Sembla que Ford volia un cotxe lleuger i esportiu per competir amb el Pontiac Fiero i el Toyota MR2, d'aquí que signés amb el fabricant japonès Yamaha un acord perquè li proporcioni motors per aquest nou esportiu, però en veure que el mercat de cotxes esportius estava en recessió, Ford decideix instal·lar-lo al Taurus sota la denominació de SHO, "Super-High Output". El Ford SHO V6, era un motor de 3.0L DOHC de 24 vàlvules (4 per cilindre) que rendia 220 cv i 271 N·m. Amb aquest, el Taurus tenia una velocitat màxima de 233 km/h (141 mph).
Tot i tenir un molt bon rendiment, no va tenir l'èxit de vendes que Ford desitjava. Externament presentava algunes modificacions, possiblement destaca que la línia roja del tacòmetre se situava a 8000 rpm.
Reconeixements
La primera generació del Taurus va ser el Cotxe de l'any al 1986 per la revista Motor Trend. També va aparèixer a la Ten Best list de Car and Driver.

## Segona generació (1992-1995)

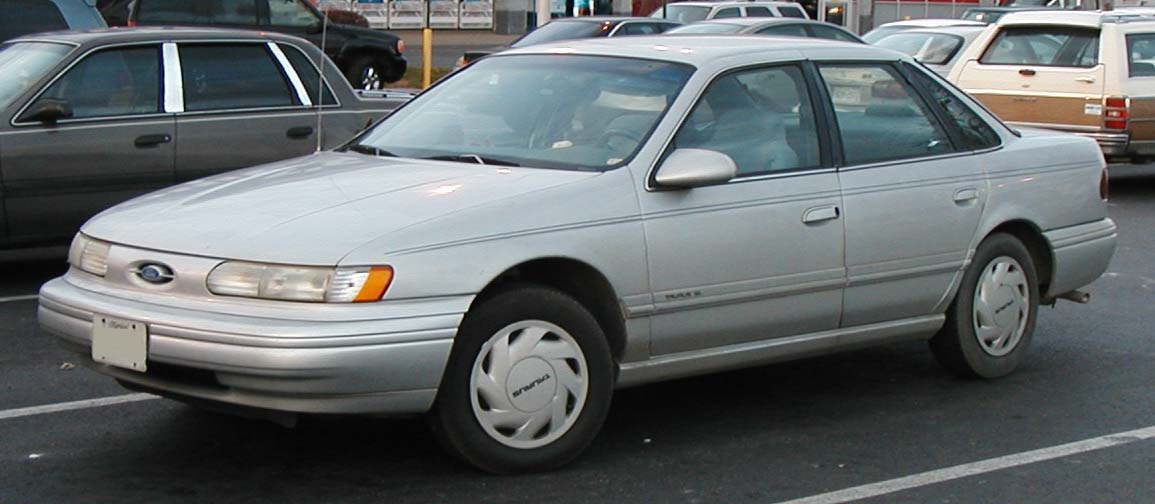
Ford Taurus del 1991-1995

El primer canvi estètic important ve el 1992 on es fa un restyling exterior i interior. A Ford aquesta operació li va costar $650 milions de dòlars, i era necessària aquesta actualització perquè baixaven les vendes del model anterior. De fet, aquest nou model va donar el 1992 unes vendes de 410.000 Taurus.
De disseny eren semblants, però Ford va donar-li el que ella anomenà "smarter appointed interior" que consistia a oferir alguns detalls com un climatitzador automàtic, sostre elèctric, seients de pell i consola central.
El motor 2.5L HSC fou eliminat i el SHO rep l'opció de tenir transmissió automàtica. Des de 1994 l'airbag de passatger és de sèrie. La versió familiar "station wagon" tenia moltes de les opcions de la versió sedan.
La versió base del Taurus equipa el motor 3.0L SFI Vulcan V6 de 140 cv amb caixa automàtica AXOD-E.
El 1995 s'afegeix una versió SE, que equipa el SFI Vulcan V6. En opció queda un 3.8L Essex V6. Per als policies, tenien una versió específica per ells, amb l'Essex V6 lleugerament modificat, en concret rendia 15 cv més per la doble sortida de gasos.
Segona generació SHO

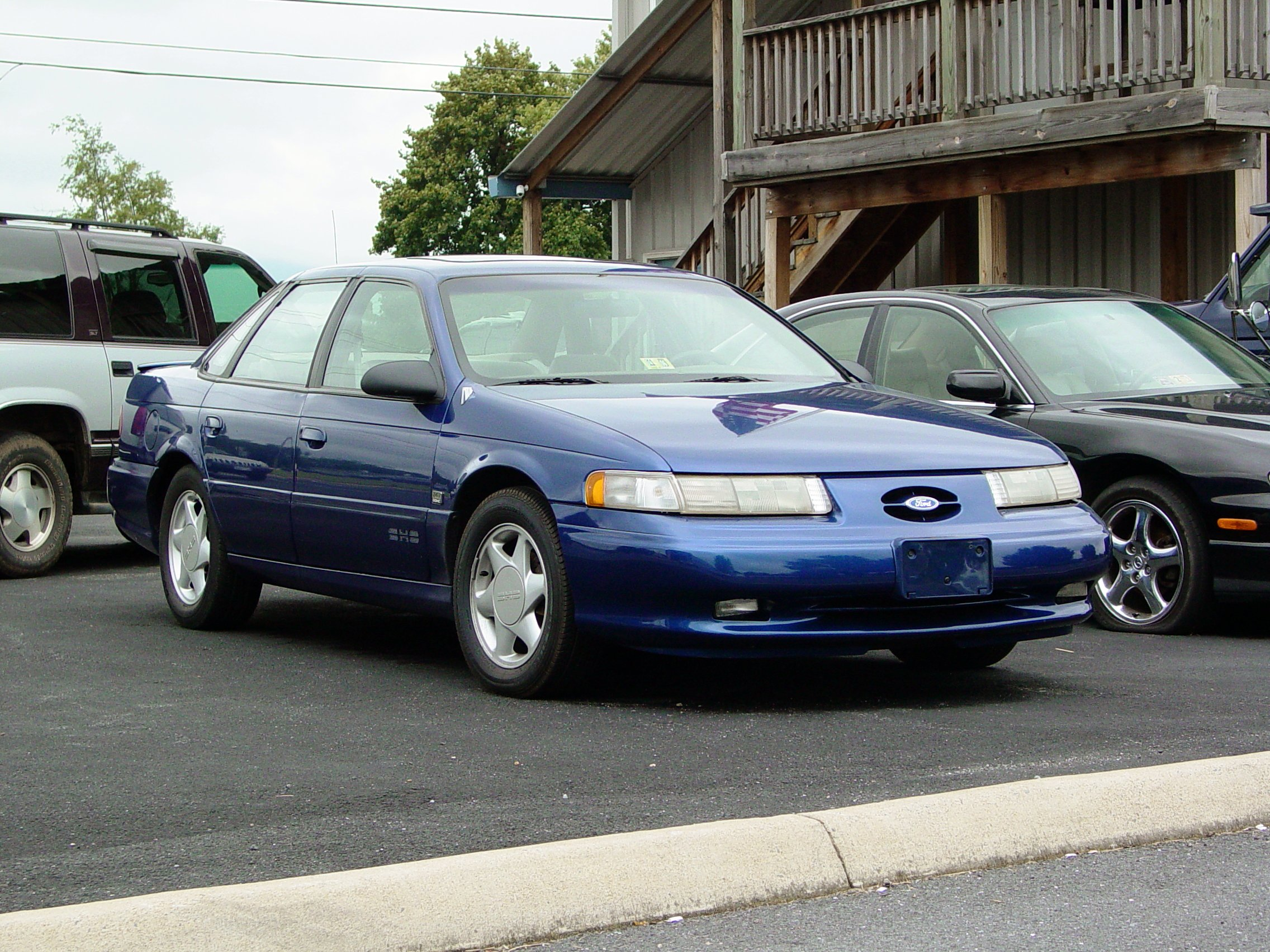
Ford Taurus SHO de 2a generació

El model SHO seguia amb el mateix motor. Com que no existia l'opció de transmissió automàtica les vendes van baixar, situació que el 1993 Ford corregeix, i a més presenta una nova versió del seu SHO V6, que passa dels 3.0L als 3.2L. En potència segueix amb 220 cv però amb 292 N·m (20.3 N·m més que l'anterior 3.0L).
Ford va construir una versió SHO familiar que va provar la revista Car and Driver, i com a dades, van afirmar que era la millor station wagon que Ford havia construït mai.
Mides del Taurus
Batalla (Wheelbase): 2,692 m
Llargada (Length): 4,877 m
Amplada (Width): 1,808 m
Alçada (Height): 1,374 m
Pes (Curb weight): 1414–1575 kg.
Cal esmentar que ocupà el 7é lloc a la Card and Driver Ten Best list for 1992.

## Tercera generació (1996-1999)

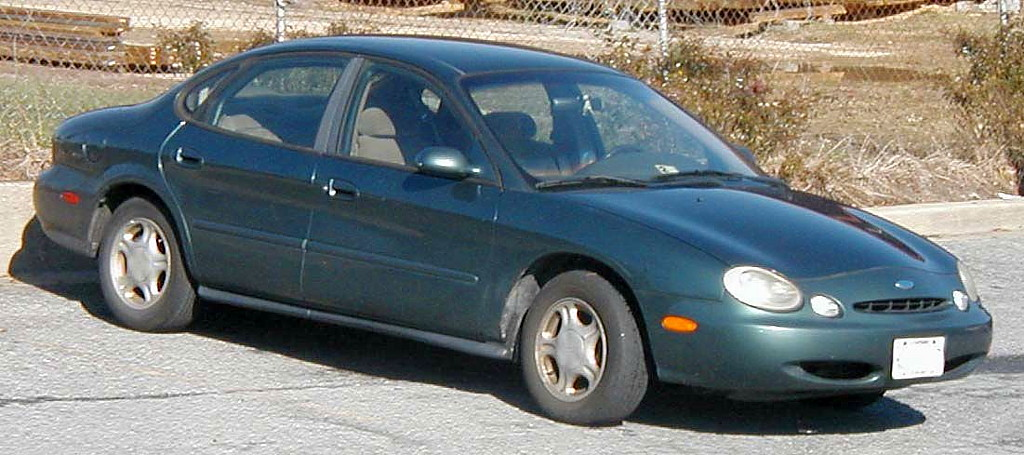
Ford Taurus del 1996

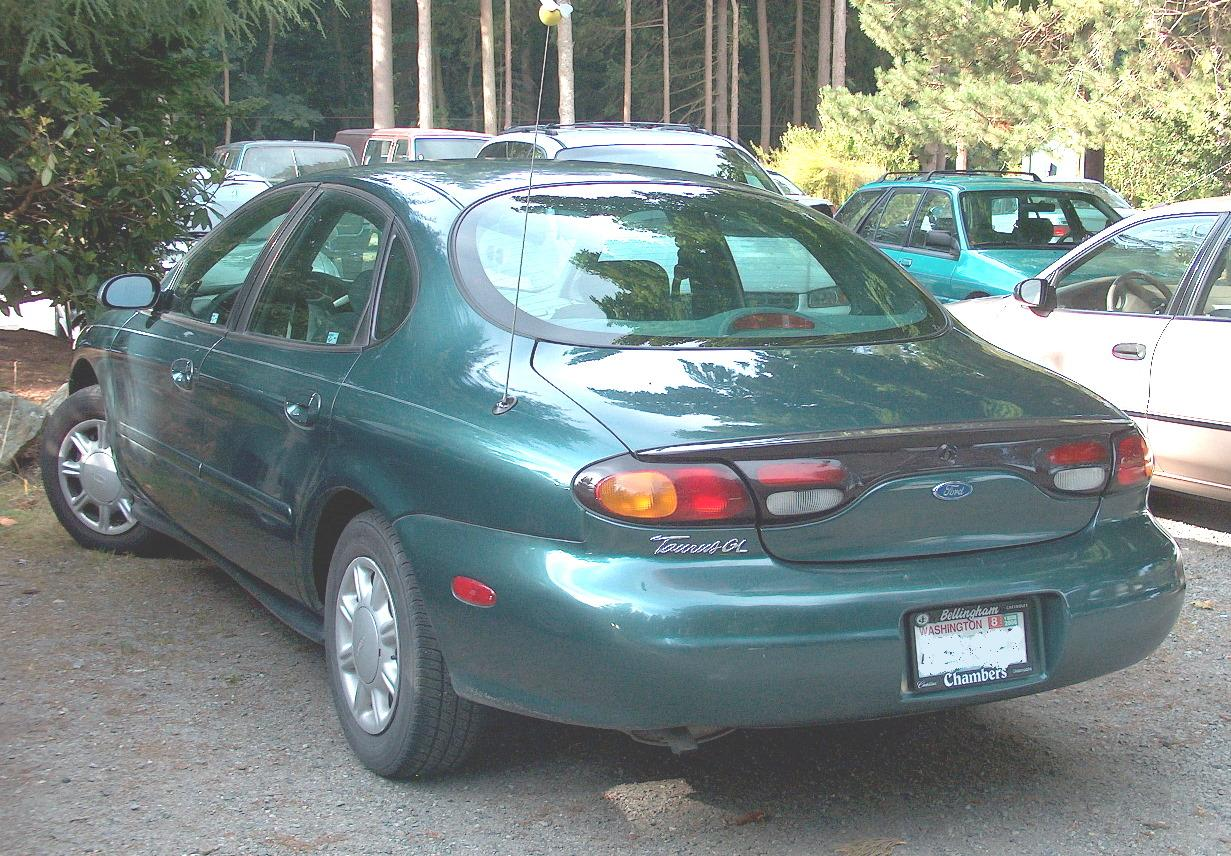
El disseny oval controvertit

Aquesta generació representa el canvi de disseny més important que havia sofert el Taurus. Ford esperava que amb aquest restyling tan agressiu aconseguís el mateix èxit que va tenir el Taurus el 1986. Però, el disseny posterior del cotxe no va agradar gens a la premsa i al públic, tant és així que l'estatus de best-seller que tenia el Taurus va passar a mans de Toyota amb el seu Camry el 1997. A causa de la baixada de vendes Ford va efectuar retocs al disseny del Taurus el 1998 i 1999.
Aquests canvis van afectar la part davantera i a la controvertida part posterior, adoptant un disseny semblant al SHO. Presenta altres canvis, i també desapareixen paquets com el G i el GL i es reinstal·la el SE. Els models del 1998 podien equipar el motor DOHC Duratec 30 30 V6 però el 1999 només la SE podia equipar-lo.

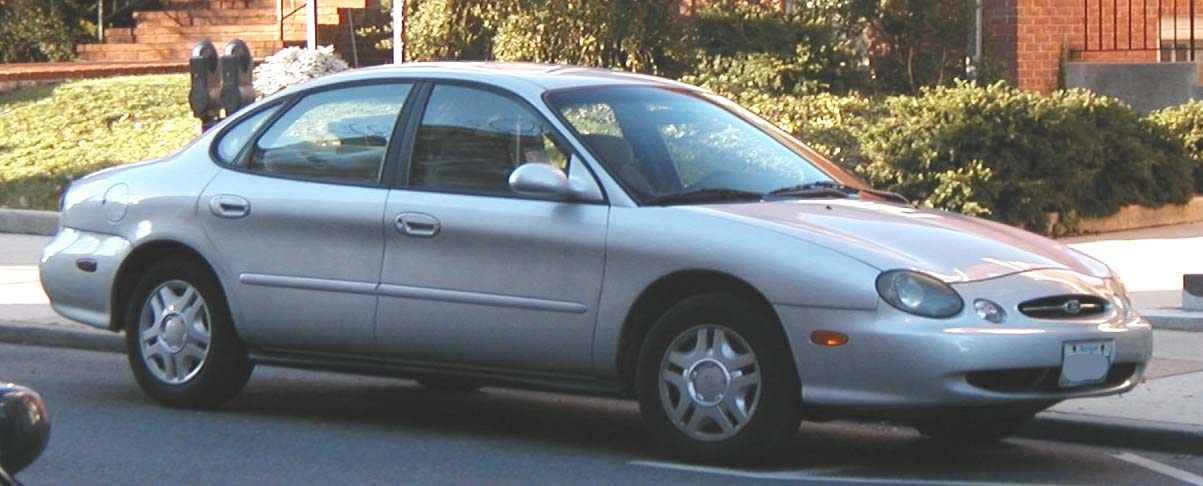
Ford Taurus del 1998

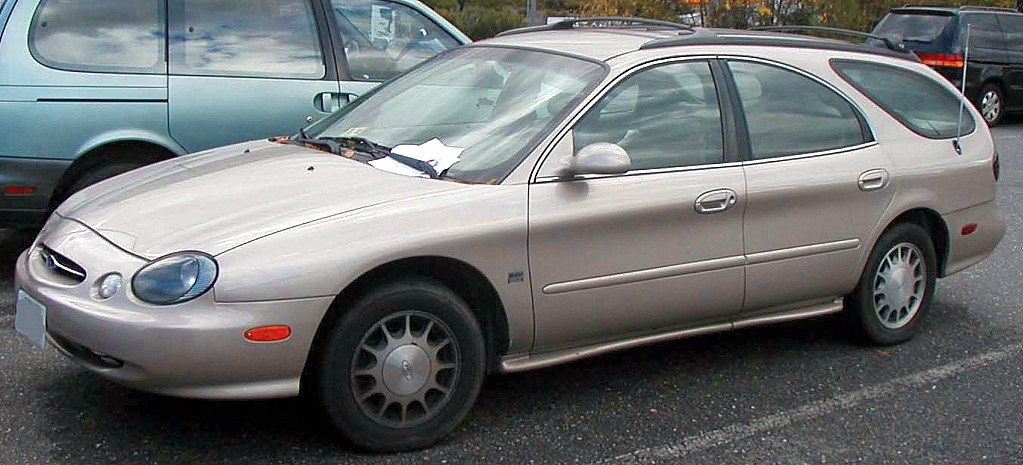
Ford Taurus Station Wagon del 1996-1999

Sobre les caixes de canvi, només automàtiques de 4 velocitats AX4S i 
AX4N.
Tercera generació SHO
Estrena un nou motor SHO, en concret un 3.4L DOHC V8 de 235 cv i canvi únicament automàtic AX4N de 4 velocitats. A causa de l'augment de pes i la desaparició de la caixa manual de 5 velocitats provoca una disminució de prestacions, encara que la velocitat màxima era de 232 km/h (144 mph) i la frenada era millor. Malauradament aquest motor va tenir greus problemes de fiabilitat i, malgrat la garantia cobria 36.000 milles, les avaries es donaven al voltant de les 50.000 milles. El problema es rectifica en refer els arbres de lleves.
Mides del Taurus
Batalla (Wheelbase): 2,756 m
Llargada (Length): 5,016 m
Amplada (Width): 1,854 m
Alçada (Height): 1,400 m
Pes (Curb weight): 1510 kg.

## Quarta generació (2000-2007)

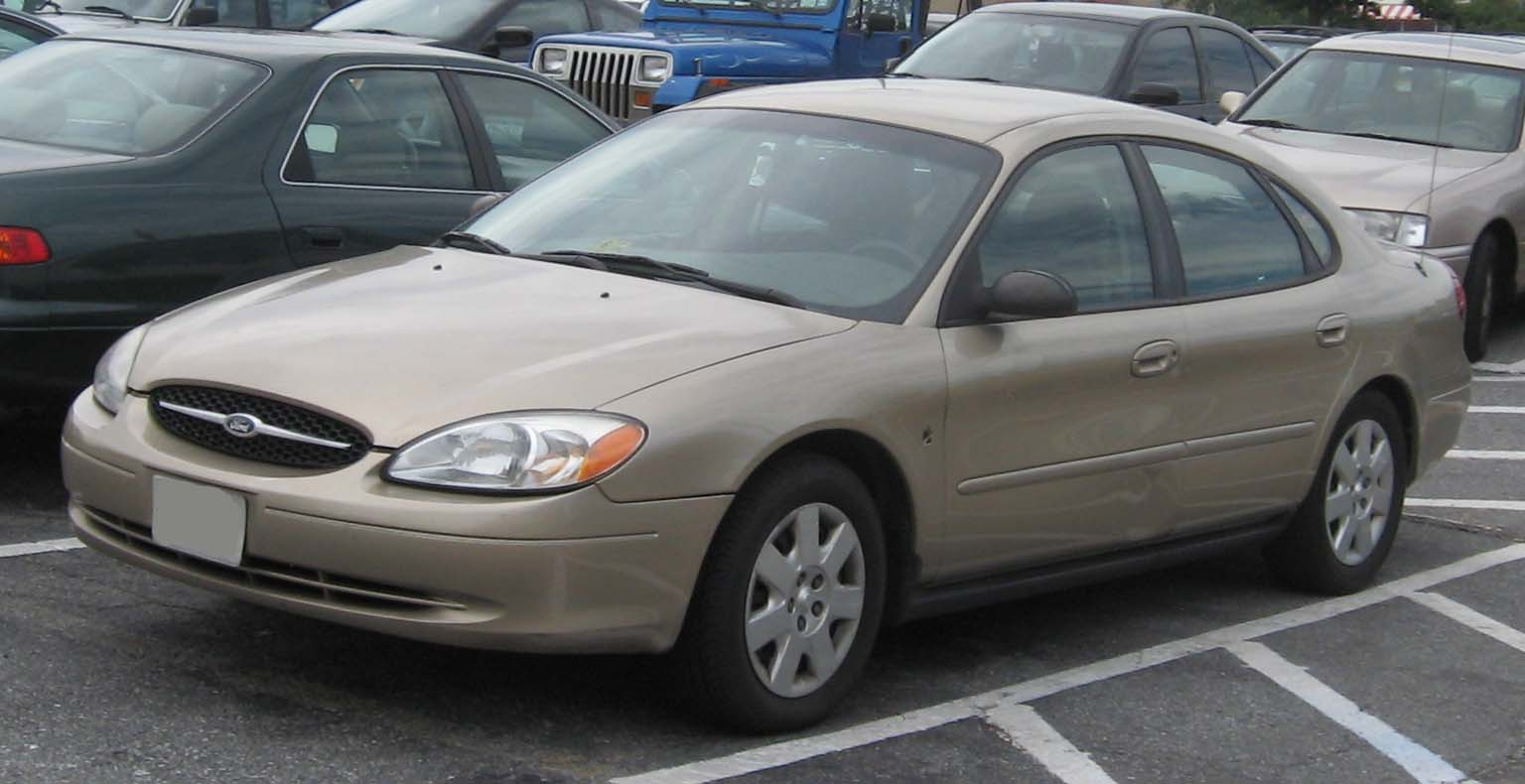
Ford Taurus LX del 2000-2003

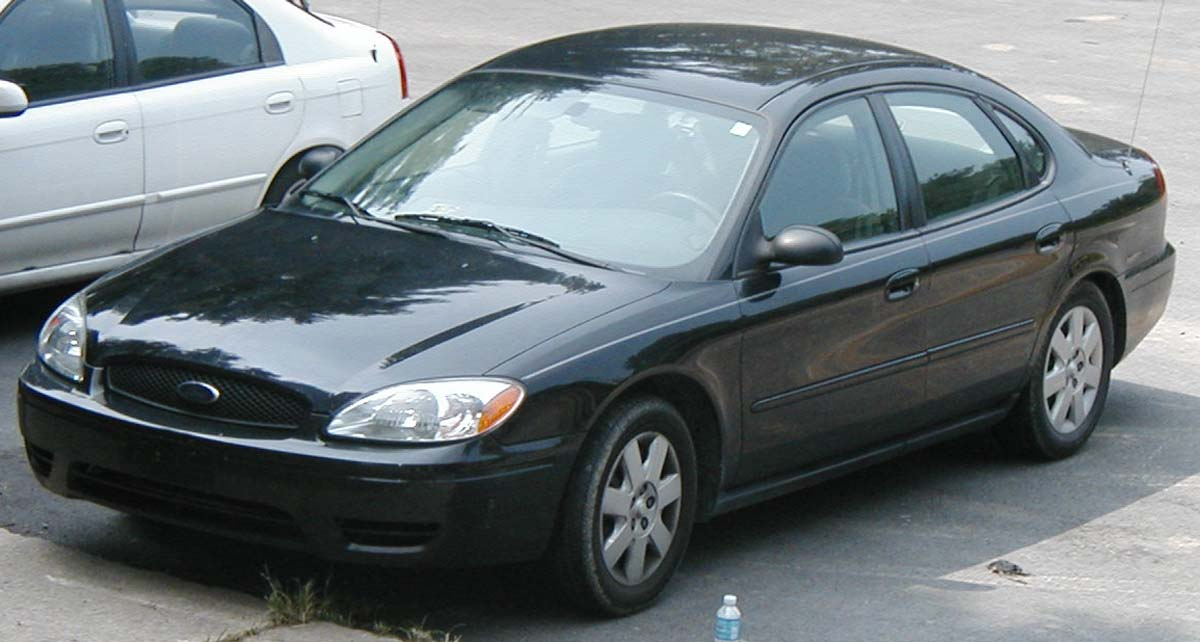
Ford Taurus del 2004-2006

Per l'any 2000 el Ford Taurus rep un restyling per reduir el disseny oval per un de més convencional. També augmenta l'alçada posterior del cotxe perquè els passatgers de darrere vagin més còmodes (el disseny del 1996 l'havia disminuït) i l'interior va ser totalment canviat per un disseny més conservador. Alguns elements com la consola integrada es manté. Per disminuir el preu, van retallar frens de discs a les 4 rodes, l'aspecte SHO se suprimeix.
Però la introducció per part de GM del Chevrolet Impala el 2000 va afectar les vendes del model de Ford. El 2002, el Taurus inclou més equipament als diferents paquets a destacar airbags laterals i control de tracció com a opcions per a tots els paquets.
El 2004 el Taurus rep un restyling exterior i interior. El motor Duratec 30 V6 passa a tenir 201 cv i 281 N·m, però el 2006 deixa d'oferir-se.
Mides del Taurus
Batalla (Wheelbase): 2,756 m
Llargada (Length): 5,019 m
Amplada (Width): 1,854 m
Alçada (Height): 1,425 m
Pes (Curb weight): 1504 kg.
Desaparició del Taurus
Les vendes del Taurus van anar disminuint. El 2005 la producció de la versió familiar se suspèn i la versió sedan al 26 d'octubre de 2006. Pel 2007, el Taurus va ser venut exclusivament a empreses.

## Cinquena generació (2008-2009)
Mides del Taurus

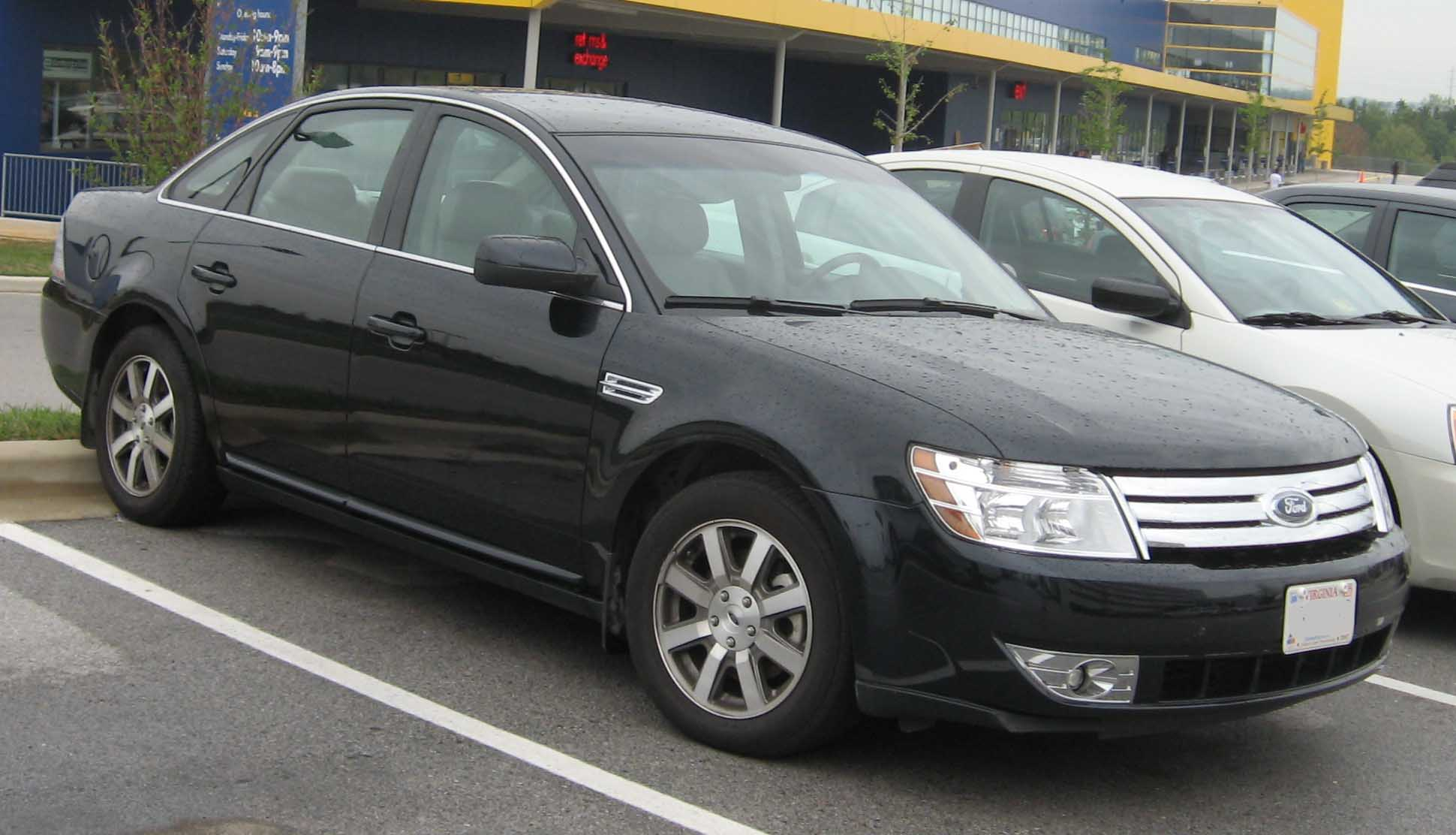
Ford Taurus SEL del 2008

Batalla (Wheelbase): 2,862 m (112.7 in)
Llargada (Length): 5,118 m (201.5 in)
Amplada (Width): 1,882 m (74.1 in)
Alçada (Height): 1,554 m (61.2 in)
Ford va comunicar que tornaria a comercialitzar el Ford Taurus l'any 2008. Construït sota el xassís D3, es tracta d'un Five Hundred amb el nom canviat i un redisseny extern, sent notori la graella (la mateixa que la del Ford Fusion), un motor 3.5L Cyclone anomenat Cyclone de 260 cv @ 6250 rpm i transmissió automàtica 6F de 6 velocitats. El Ford Freestar també canvia el nom a Ford Taurus X com a versió familiar.
En matèria de seguretat, el Taurus 2008 SEL ha obtingut les qualificacions de "good" i "good" en el test de xoc frontal i lateral, rebent a més el reconeixement de "Top Safety Pick" del 2008 per part del IIHS.

## Sisena generació (2009-)
Ford va presentar el nou Taurus al North American International Auto Show de l'any 2009; el maig d'aquest mateix any, es va exhibir el vehicle a tres concessionaris Ford (a Buffalo, Nova York, Tampa, Florida i Houston, Texas) per ser exhibit. El primer concesssionari que va iniciar la comercialització del vehicle fou el de West Herr a Hamburg, Nova York. Ford inicià la producció d'aquesta nova generació del Ford Taurus a la planta de Chicago, Illinois.
Mides del Taurus

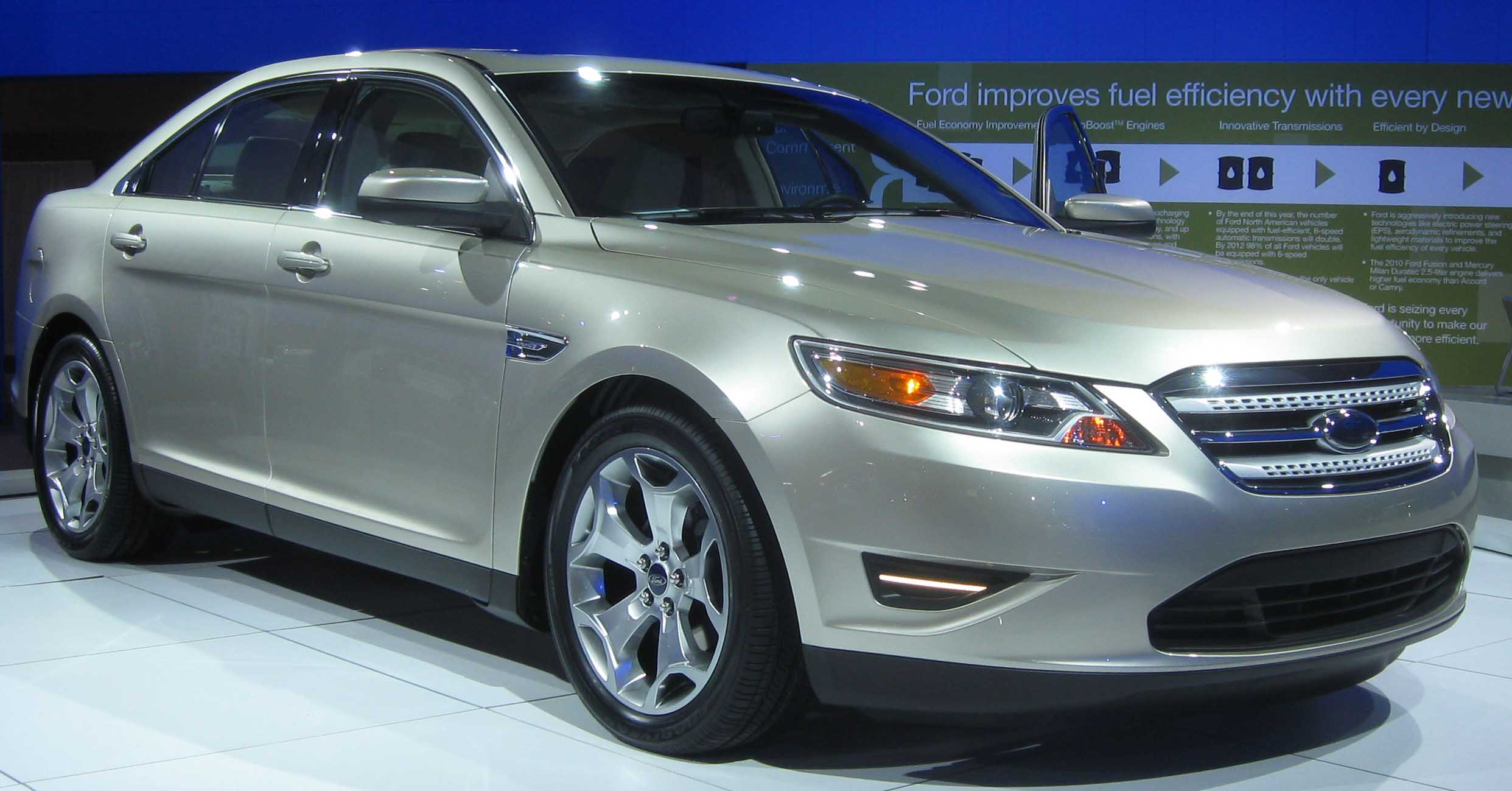
Ford Taurus SEL del 2010

Batalla (Wheelbase): 2,868 m (112.9 in)
Llargada (Length): 5,154 m (202.9 in)
Amplada (Width): 1,953 m (76.9 in)
Alçada (Height): 1,542 m (60.7 in)
S'ofereix 2 opcions mecàniques basades en el motor Duratec de 3.5L en configuració atmosfèrica i en EcoBoost, així com en tracció davantera o integral (4WD). Totes configuracions, en comú, s'ofereixen amb transmissió automàtica de 6 velocitats.
El disseny va ser dirigit per Earl Lucas, el qual, s'inspirà amb la música: "When you've got good music, it's amazing how many shapes come out". Emprant la plataforma D3 (emprada també pel Lincoln MKS), té un disseny que recorda al concept car Ford Interceptor.
Competidors del Taurus són el Chevrolet Impala, Toyota Avalon i Kia Amanti.

### Taurus SHO
Aquesta versió presenta un paquet aerodinàmic específic i s'ofereix amb el motor EcoBoost de Ford, un 3.5L V6 Turbo de 365 cv @ 5500 rpm i 475 N·m @ 3500 rpm.